# Кончар, Раде
Раде Кончар (сербохорв. Раде Кончар / Rade Končar; 6 августа 1911 — 22 мая 1942) — югославский партизан, участник Народно-освободительной войны Югославии, секретарь ЦК Коммунистической партии Хорватии и член ЦК КПЮ. Организатор антифашистского подполья в Хорватии, Народный герой Югославии. Муж Драгицы Кончар, Народной героини Югославии.

## Биография
Родился 6 августа 1911 в селе Кончарев-Край близ Плитвицких озёр в сербской семье. Учился в школе при поддержке организации «Привредник», в 1922 году уехал в Лесковац, где поступил в колледж на специальность инженера-электромеханика. В 1934 году вступил в Союз коммунистов Югославии, при поддержке партии развивал промышленность в Белграде и производство электроприборов. В 1936 году за организацию забастовки при поддержке коммунистов попал в тюрьму на год. Отбыв наказание, вернулся в Загреб и поступил на работу в отделение компании «Сименс», где стал снова организовывать забастовки. За свою активную деятельность в 1938 году вошёл в состав парткома Хорватии, ещё через год стал генеральным секретарём Компартии Хорватии, а ещё через год вошёл в состав Политбюро ЦК КПЮ.
После нападения Германии на Югославию и оккупации страны начал организовывать антифашистское сопротивление против немецких и итальянских войск. В сентябре 1941 года принял участие в секретном совещании в столице страны, после чего отправился в Сплит, где организовал антифашистское сопротивление. 14 сентября по его приказу была успешно проведена диверсия в Загребе: взорвано здание главной почты. Партизаны впоследствии проводили множество подобных актов возмездия и не раз вступали в открытые схватки против немцев, итальянцев и усташей. 17 ноября 1941 Кончара захватили в плен итальянцы.
Даже под пытками Раде отказался называть свои имя и фамилию, а также род деятельности. Итальянцы всё же установили его личность при помощи документов времён правления монархии, которые были выданы усташами. Итальянский оккупационный суд приговорил Раде к смертной казни через расстрел. В ответ на предложение сознаться во всём и попросить помилование Раде заявил:

Я не ищу у вас пощады. Но и мы не будем щадить вас.
Оригинальный текст (серб.)Милости не тражи, нити би је дао.

22 мая 1942 был расстрелян в Шибенике вместе с 25 другими антифашистскими заключёнными. Останки Раде после войны были перезахоронены в Загребе на Кладбище народных героев. В декабре 1942 ему посмертно присвоили звание Народного героя Югославии — он стал одним из первых людей, награждённых этим званием.

## Семья
Его жена Драгица Кончар (1915—1942) также состояла в антифашистском сопротивлении, посмертно награждена званием Народного героя Югославии. Брат Богдан Кончар (1920—1943) также участвовал в антифашистской борьбе и трагически погиб. К счастью, выжил сын Раде Кончар-младший (1942—1989), который впоследствии сделал успешную политическую карьеру в стране.

## Память
- Имя Раде Кончара стало известным среди югославских партизан. 13-я пролетарская ударная бригада 11 декабря 1942 получила его имя.
- В память о нём в Загребе назван электротехнический завод «Кончар Сименс»[5], во дворе которого поставлен памятник Раде.
- Также в его честь были названы несколько технических и электромеханических колледжей в городах Югославии, в том числе и в Белграде[6].
- В мультфильме «Роботы» в хорватском дубляже главный герой назван в честь Раде Кончара — Ратко Кончар[7].
- В честь Раде Кончара был назван одноимённый класс ракетных катеров.

## Галерея

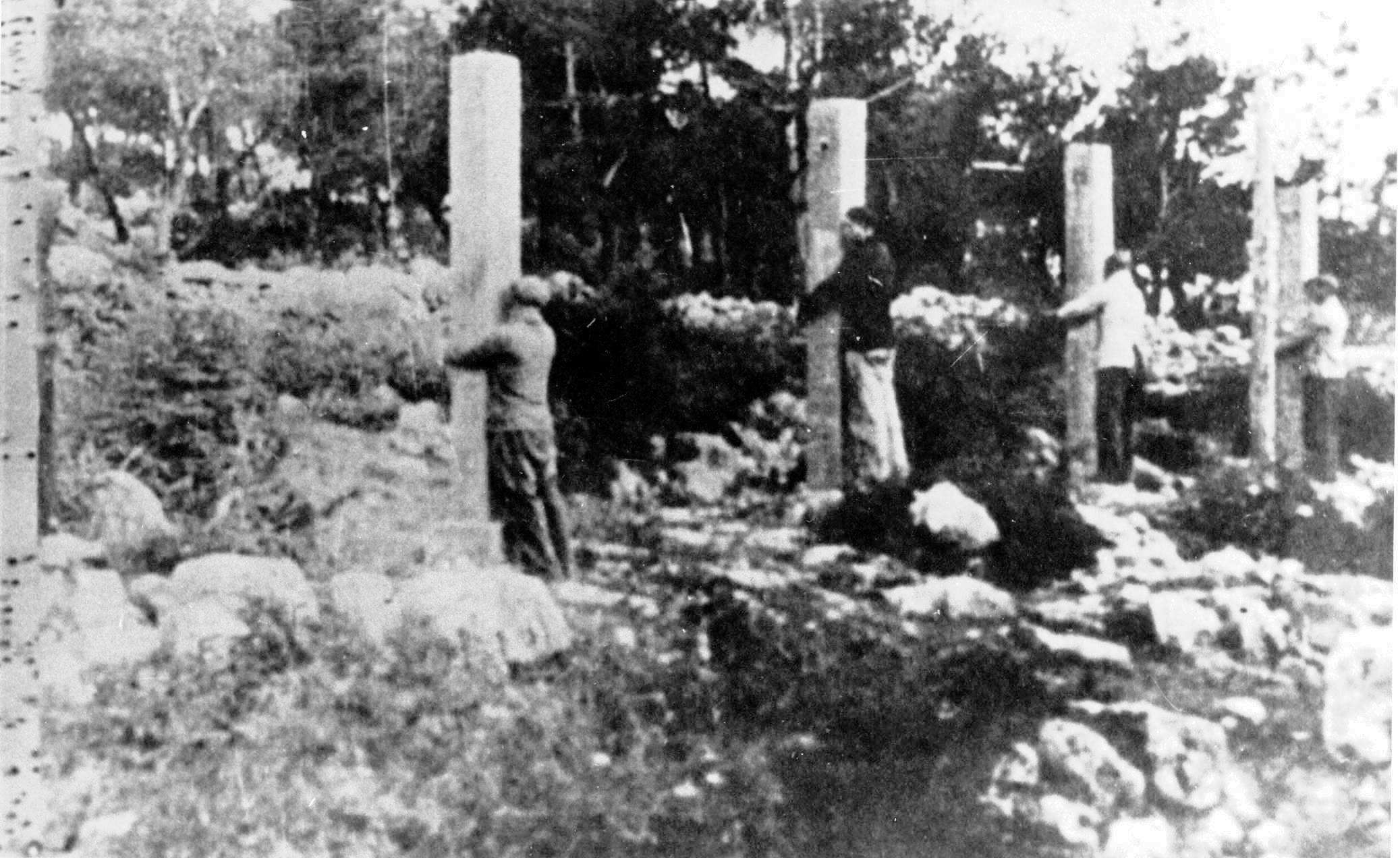
Казнь Раде Кончара
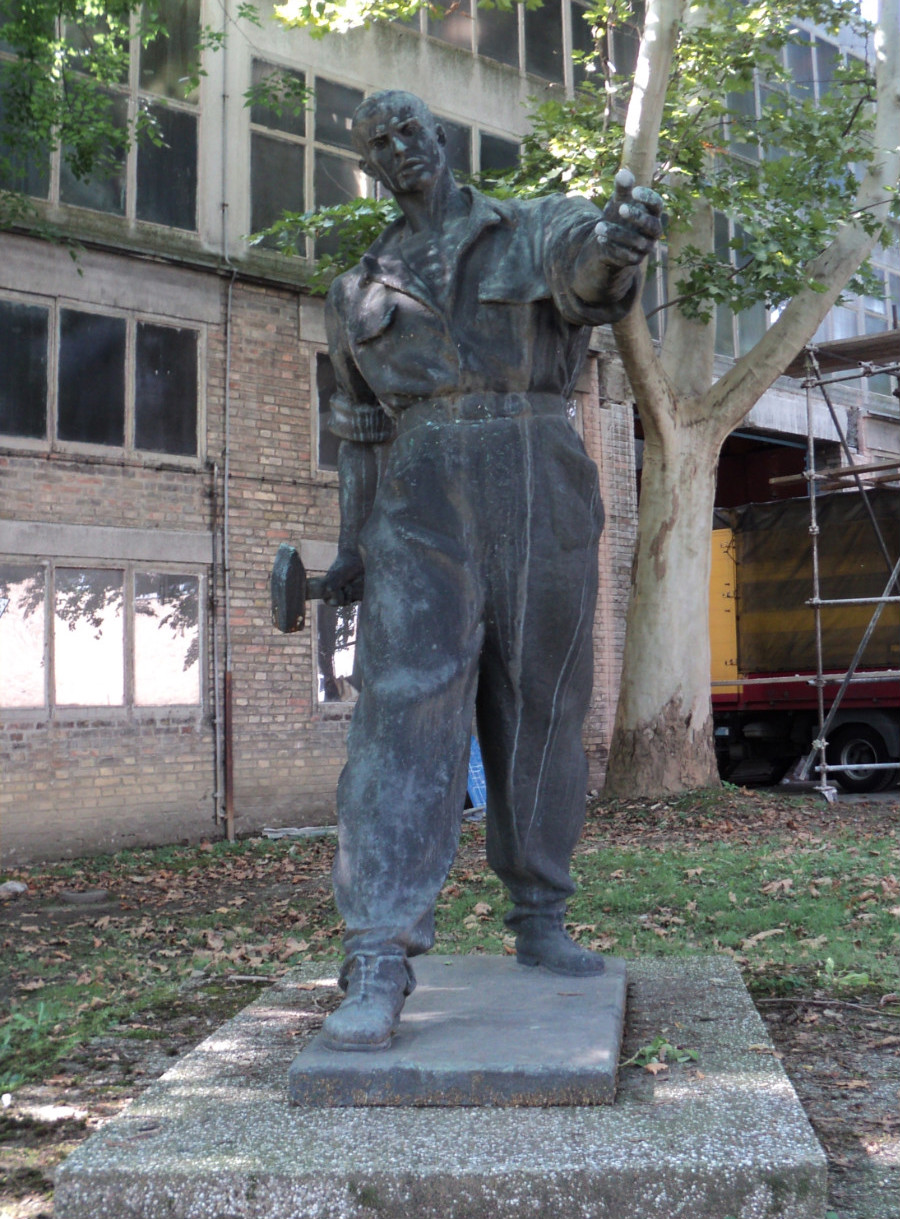
Памятник Раде Кончару в Загребе
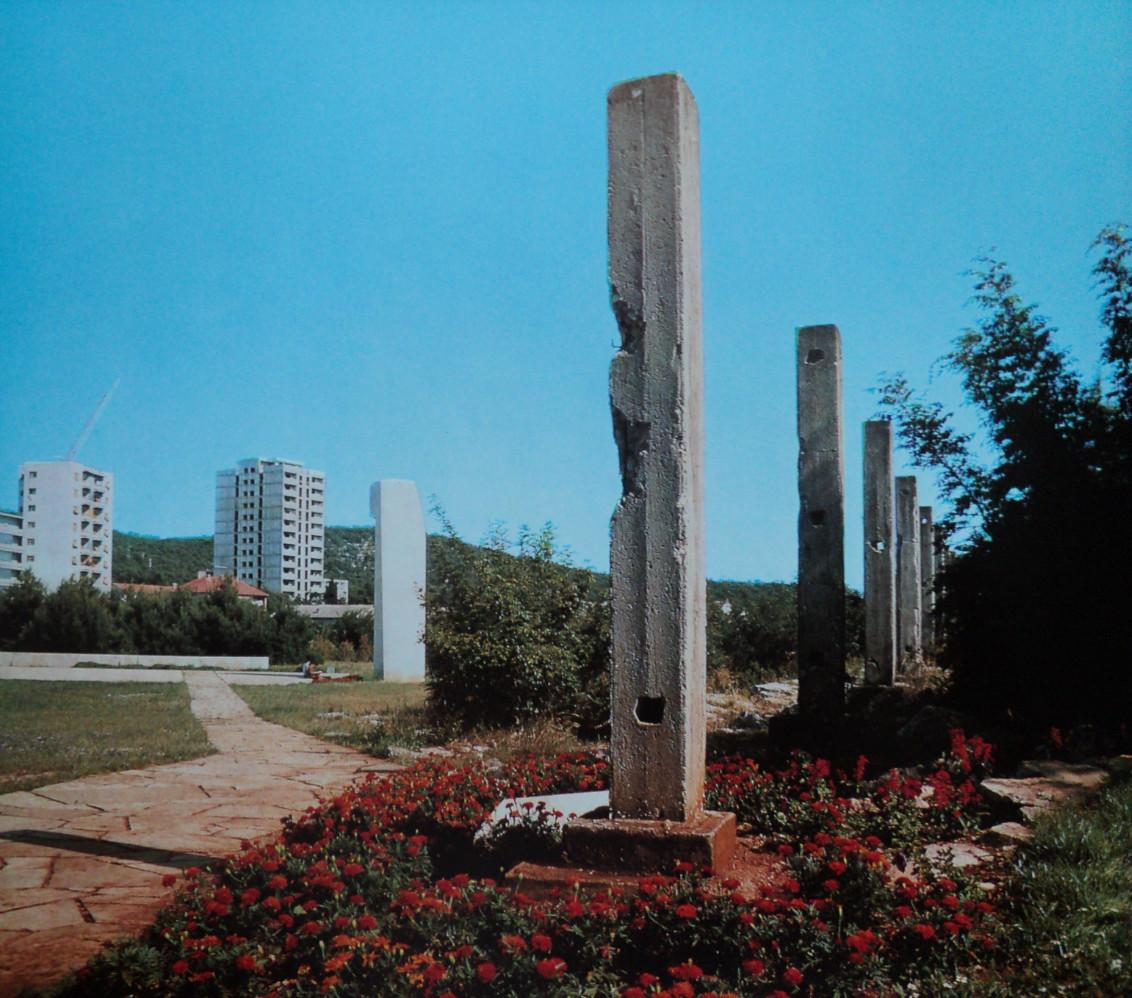
Мемориальный комплекс в Шибенике